# The Good Lord Bird
The Good Lord Bird (El pájaro carpintero en España) es una miniserie de drama histórico estadounidense de 2020, basada en la novela de 2013 del mismo nombre de James McBride. Se centra en el ataque de John Brown a la esclavitud estadounidense, la serie fue creada y producida por Ethan Hawke y Mark Richard, producida por Jason Blum, a través de Blumhouse Television, se estrenó el 4 de octubre de 2020 en Showtime.

## Argumento
La serie está contada desde el punto de vista de Henry "onion" Shackleford (Joshua Caleb Johnson), un niño esclavo ficticio, que es parte de la variopinta tropa de soldados abolicionistas de John Brown (Ethan Hawke) durante la época del Sangrado de Kansas, participando en el asalto  a la Armería Federal en Harpers Ferry, Virginia en 1859. La incursión de Brown no pudo iniciar una revuelta de esclavos como él pretendía, pero fue uno de los eventos instigadores que iniciaron la guerra civil estadounidense.

## Reparto
- Ethan Hawke como John Brown
- Hubert Point-Du Jour como Bob
- Beau Knapp como Owen Brown
- Nick Eversman como John Brown Jr.
- Ellar Coltrane como Salmon Brown
- Jack Alcott como Jason Brown
- Mo Brings Plenty como Ottawa Jones
- Daveed Diggs como Frederick Douglass
- Joshua Caleb Johnson como Henry "Onion" Shackleford

## Episodios
| N.º | Título             | Dirigido por      | Escrito por                      | Fecha de emisión original |
| --- | ------------------ | ----------------- | -------------------------------- | ------------------------- |
| 1   | «Meet the Lord»    | Albert Hughes     | Mark Richard y Ethan Hawke       | 4 de octubre de 2020      |
| 2   | «A Wicked Plot»    | Kevin Hooks       | Mark Richard y Erika L. Johnson  | 11 de octubre de 2020     |
| 3   | «Mister Fred»      | Darnell Martin    | Erika L. Johnson y Jeff Augustin | 18 de octubre de 2020     |
| 4   | «Smells Like Bear» | Kevin Hooks       | Mark Richard y Kristen SaBerre   | 25 de octubre de 2020     |
| 5   | «Hiving the Bees»  | Haifaa al-Mansour | Mark Richard y Lauren Signorino  | 1 de noviembre de 2020    |
| 6   | «Jesus Is Walkin»  | Kate Woods        | Mark Richard y Erika L. Johnson  | 8 de noviembre de 2020    |
| 7   | «Last Words»       | Michael Nankin    | Mark Richard y Ethan Hawke       | 15 de noviembre de 2020   |